# Piramida Łamana

Piramida Łamana, widziana od wschodniej krawędzi Piramidy Czerwonej

Łamana Piramida Snofru – piramida w Dahszur w Egipcie, wybudowana przez władcę starożytnego Egiptu Snofru z IV dynastii. W czasach Snofru nazywana była „Ta-z-południa-która-jawi-się-błyszczącą”. Jest jedyną znaną piramidą łamaną oraz jedyną, której ściany nadal zawierają na większości powierzchni licówkę.
13 lipca 2019 r. minister Khaled el-Anany zadecydował o udostępnieniu Piramidy Łamanej dla zwiedzających.

## Inne nazwy
Piramidę tę zwie się również Południową, Romboidalną, Złamaną, Pochyłą, Stępioną, Zgiętą i Fałszywą. Wszystkie nazwy oddają stan faktyczny obiektu z wyjątkiem romboidalnej, która nie ma uzasadnienia geometrycznego.

## Konstrukcja
Długość boku tej piramidy wynosi 188,6 m, a wysokość – 101,1 m.

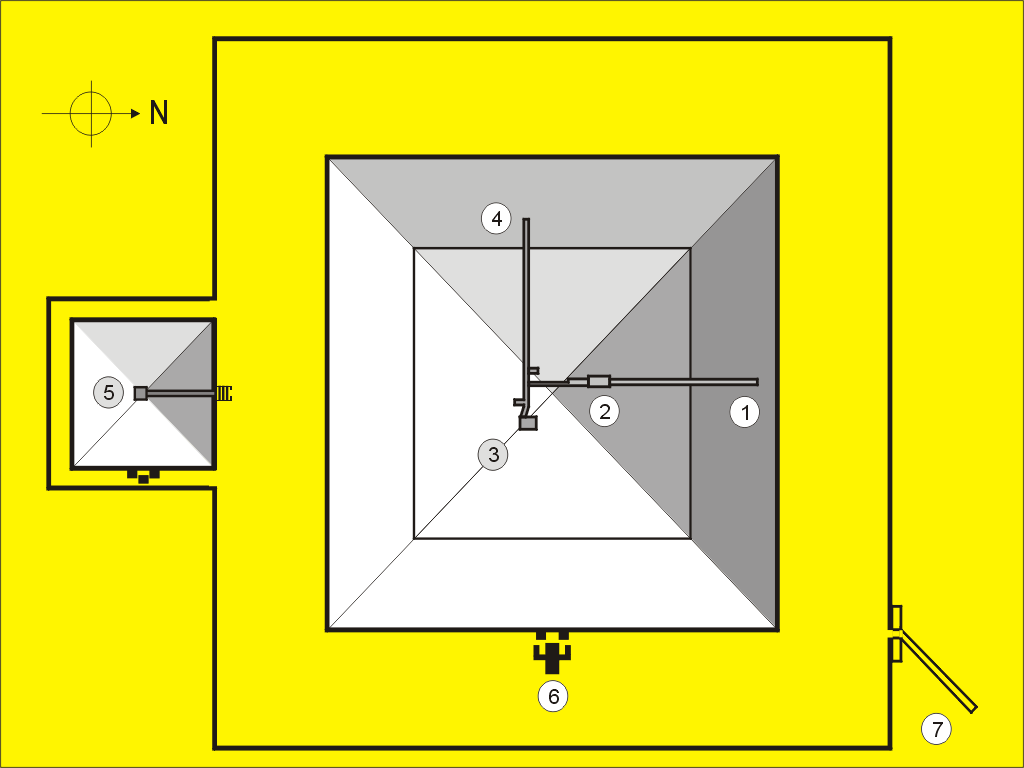
Piramida Łamana:
1) Wejście północne
2) Dolna komora
3) Górna komora
4) Wejście zachodnie
5) Piramida satelitarna
6) Świątynia grobowa
7) Aleja procesyjna (rampa)

Jej cechą charakterystyczną jest zmiana kąta nachylenia ścian bocznych mniej więcej w połowie wysokości z 54°31′ na 43°21′. Układ warstw jest niemal dokładnie poziomy, a spoiny licówki idealnie przylegające. Dolna część lica układana jest z bloków umieszczonych ukośnie, opadających w stronę środka piramidy, natomiast lico części górnej – po zmianie kąta nachylenia ścian – ułożone jest z bloków umieszczonych poziomo.
Ciekawą jej cechą jest jej „dwoistość”. Posiada dwa wejścia i dwa kąty nachylenia boków, zaś dwa korytarze prowadzą do dwóch zespołów pomieszczeń i dwóch komór grobowych. Jedno wejście znajduje się na środku północnego boku na wysokości 12 m, drugie – na zachodniej ścianie na wysokości 33,5 m.
Dolne – północne wejście wiedzie korytarzem o długości 73,6 m, opadającym najpierw pod kątem 28°22′, a pod koniec 26°20′ do przedsionka o długości 4,9 m o wspornikowym stropie, wznoszącym się na 12,65 m wysokości. Korytarz dalej prowadzi do komory grobowej położonej na głębokości 22,5 m poniżej poziomu gruntu. Komora o sklepieniu wspornikowym skonstruowanym z piętnastu warstw bloków, wysuniętych ze wszystkich czterech ścian i rozmiarach 6,25 m (oś pn. – pd.) x 5,03 m x 17,37 m, zakończona jest 3 m długości pasażem, prowadzącym do głębokiego szybu i wznoszącego się nad nim komina o wysokości 15,3 m. U samej góry sklepienia warstwy bloków schodzą się, tworząc sufit właściwy o wymiarach zaledwie 160 × 30 cm. Ponad pierwszym pasażem znajduje się drugi, którego początek wykuto w górnej części komory, a prowadzi on do wysokiego komina.
Górne – zachodnie wejście prowadzi wąskim i ciasnym korytarzem o długości 64,6 m, najpierw opadającym pod kątem 30°09′, a następnie 24°17′, a po osiągnięciu podłoża ciągnącym się jeszcze około 20 m poziomo, posiadającym zapadnie, do górnej komory grobowej, również o sklepieniu wspornikowym i rozmiarach 8 × 5,3 m x 16,5 m. Później wykuto jeszcze jeden korytarz o długości 18,8 m łączący prowadzące do górnej komory przejście ze sklepieniem komory dolnej. Prawdopodobnie górna komora stanowiła grób południowy, dolna zaś właściwą komorę grobową. Ani w jednej, ani w drugiej komorze nie znaleziono choćby najmniejszych szczątków sarkofagów. Odkryto natomiast potężne kamienne zasuwy, umieszczone przed i za wylotem pasażu.
O tym, kto wybudował piramidę świadczą imiona budowniczego wypisane czerwoną ochrą na jednej z płyt komory grobowej i na płycie zewnętrznej okładziny.
Większość zewnętrznej, wapiennej okładziny jest zachowana, podobnie jak cała piramida, która, oprócz obiektów w Gizie, należy do najlepiej zachowanych piramid egipskich.

## Koncepcje tłumaczące kształt
Istnieją dwie koncepcje tłumaczące jej kształt:
- Wygląd jej miał być pierwotnie inny. Przyczyną zmiany było pękanie ścian wewnętrznych i lica piramidy, spowodowane najprawdopodobniej osiadaniem mało stabilnego gruntu[2]. Jej pierwotna wysokość miała wynosić 132 m (Schneider, Kwiatkowski, Lipińska).
- Wygląd jej był świadomym założeniem architektonicznym, a dwa różne kąty nachylenia stoków potwierdzają zasadę „dwoistości” (Jacq).

## Otoczenie
Do jej boku przylegała kaplica grobowa, stanowiąca pierwowzór późniejszych świątyń górnych, ze stołem ofiarnym i dwiema wapiennymi stelami. W pewnym oddaleniu znajdowała się świątynia dolna, będąca pierwszą znaną świątynią dolną, która pokryta była licznymi reliefami i posągami władcy nadnaturalnej wielkości. Z dwóch stel do naszych czasów zachowała się tylko jedna, ukazująca władcę w jubileuszowym stroju ceremonialnym i Podwójnej Koronie, siedzącego na tronie.
W obrębie kręgu grobowego znalazła się jedna mała piramida satelitarna, położona w obrębie muru otaczającego Piramidę Łamaną, z ulokowaną przed jej wejściem niewielką kaplicą do składania ofiar. Pierwotnie piramida satelitarna miała wysokość 33 m, obecnie – ok. 21 m, a jej bok ma ok. 53 m długości u podstawy. Wejście umieszczono pośrodku jej północnego boku. Od wejścia stromo opadający korytarz wiedzie pod powierzchnię gruntu i poprzez poziomy pasaż i przejście w kierunku zachodnim, prowadzi do kwadratowej komory o boku 2,33 m.